# Кулиничи (Харьковская область)

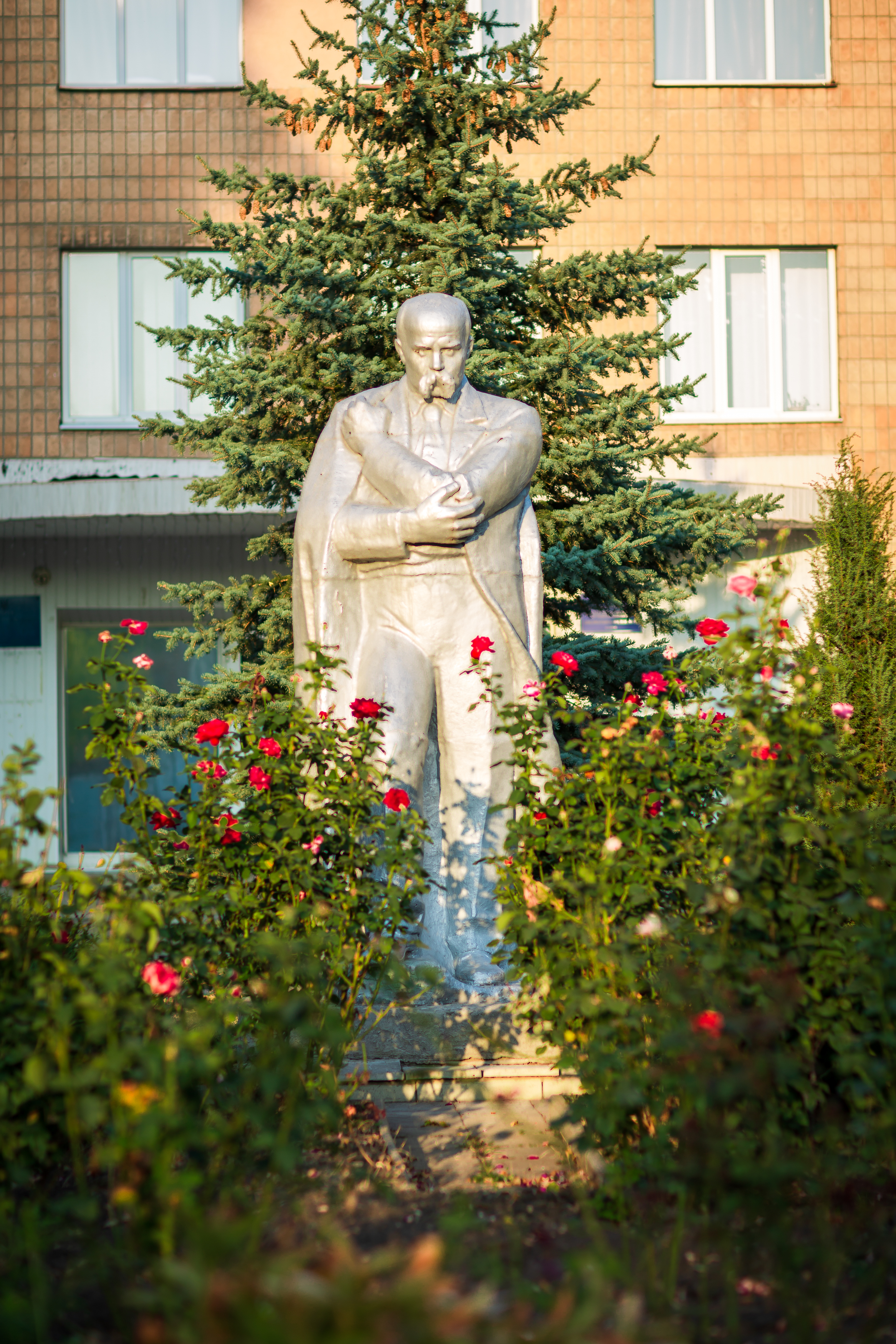
Памятник Т. Г. Шевченко напротив бывшего поселкового совета

Кулиничи (укр. Кулиничі) — поселок в Немышлянском районе города Харьков Харьковской области Украины. Это поселение в 2012 году присоединили в состав города, но поселок юридически до сих пор не снят с учета.
Посёлок являлся административным центром Кулиничёвского поселкового совета, в который, кроме того, входили сёла Байрак, Благодатное, Бобровка, Бражники, Заики, Затишье, Кутузовка, Момотово, Прелестное, Слободское и посёлки Зерновое, Элитное и Перемога.
5 марта 2013 года Харьковский областной совет принял решение о включении пгт Кулиничи в состав Харькова. Но Верховная Рада это изменение до сих пор не утвердила.

## Географическое положение
Кулиничи находится на востоке Харькова, на левом берегу реки Немышля,
выше по течению на расстоянии в 1 км расположено село Бражники, на противоположном берегу — посёлок Перемога.
На реке сделана большая запруда — Кулиничёвский пруд.
К посёлку примыкает большой массив дачных участков.

## История
Селение возникло в середине XIX века в Харьковском уезде Харьковской губернии Российской империи как Кулиничевы хутора.
На военно-топографических картах Шуберта 1860-х годов расположение Кулиничей показано неверно: данные хутора на карте расположены на левом берегу Немышли, но гораздо ближе к Сабуровой даче чем на самом деле, и ниже по течению хутора Петренки; Петренки же расположены выше по течению.
В 1940 году, перед Великой Отечественной войной, на хуторе Кулиничи, располагавшемся на левом, южном берегу реки Немышля, было 37 дворов и пруд. На правом берегу Немышли в Кулиничах располагался плодовинсовхоз и винный завод.
Во время Второй мировой войны с конца октября 1941 по конец августа 1943 село и совхоз находились под немецкой оккупацией.
В годы войны 119 жителей посёлка воевали на фронтах в рядах Советской армии; из них погибли 42 воина; 77 из них были награждены боевыми орденами и медалями СССР.
С 1957 года — посёлок городского типа.
В 1966 году население с подчинёнными населенными пунктами составляло 6400 человек; в Кулиничах были две школы, две библиотеки, совхоз «Красная Армия» с 8100 га земли и исследовательское хозяйство «Украинка» НИИ животноводства Лесостепи и Полесья УССР с 7200 га земли.
В 1973 году здесь действовали научно-исследовательский институт животноводства и опытное хозяйство «Украинка».
В 1976 году население с подчинёнными нп составляло 9000 человек.
В январе 1989 года численность населения составляла 3477 человек, по данным переписи 2001 года — 3101 человек, на 1 января 2013 года — 3103 человека.
Согласно постановлению Верховного совета Украины от 6 сентября 2012 года № 5215-VI «Об изменении и установлении границ города Харькова, Дергачёвского и Харьковского районов Харьковской области» к Харькову была присоединена часть земель Кулиничёвского поселкового совета — 2,06 км².
5 марта 2013 года Харьковский областной совет принял решение о включении пгт Кулиничи в состав города Харькова.
В ходе полномасштабного вторжения России в Украину в 2022 году в Кулиничах от обстрелов российской армии пострадало несколько жилых домов, поликлиника и детский сад.

## Достопримечательности
- Братская могила советских солдат и памятный знак воинам-землякам. Похоронено 12 военных.
- Братская могила советских солдат. Похоронено 697 военных.
- Братская могила советских солдат. Похоронено 58 военных.
- Памятник Т. Г. Шевченку напротив бывшего здания Кулиничевской поселкового совета.
- При СССР в посёлке были установлены два памятника В.И. Ленину: возле местного "Дома быта" и напротив Института животноводов НАНУ.[10] В 2014 году, после событий Евромайдана и смены власти в Украине, они были снесены проукраинскими активистами.

## Транспорт
Посёлок находится в 3 км от ближайшей железнодорожной станции Лосево.
Рядом проходят автомобильные дороги Т-2104 и М-03 (E 40).